# Stephen Graham
Stephen Graham (Kirkby (Lincolnshire), 3 augustus 1973) is een Brits acteur en scenarist. Hij werd in 2006 genomineerd voor een British Independent Film Award voor zijn rol in This Is England. In 2025 schreef hij samen met Jack Thorne de geprezen Netflix-miniserie Adolescence.

## Carrière
Graham was zeventien jaar oud toen hij voor de eerste keer in een film meespeelde. Het ging om een figurantenrol in Dancin' Thru the Dark (1990). Nadien werkte hij voornamelijk mee aan tv-producties. Zo was hij te zien in enkele afleveringen van de bekende serie The Bill.
Grahams doorbraak volgde in 2000 toen hij als 27-jarige met Jason Statham, Benicio Del Toro en Brad Pitt in de film Snatch speelde. Daarna vertolkte hij een rol in de miniserie Band of Brothers. De carrière bleef vooral uit bijrollen bestaan. In 2002 kreeg hij een kleine rol in Gangs of New York.
In 2006 vertolkte Graham een van de hoofdrollen in de Britse cultfilm This Is England van Shane Meadows. Graham speelde Combo, een agressieve skinhead. De film won onder meer een BAFTA Award en een British Independent Film Award.
Enkele jaren nadien acteerde Graham aan de zijde van Johnny Depp en Christian Bale in de gangsterfilm Public Enemies. Hij speelt daarin misdadiger Baby Face Nelson. Daarna speelde hij Al Capone in de serie Boardwalk Empire. Tijdens de opnames van die serie werkte hij opnieuw samen met Martin Scorsese.

## Trivia
- Zijn eerste grote rol was die van Tommy in Snatch (2000). Oorspronkelijk deed niet hij, maar zijn vriend auditie voor een rol in de film. Maar regisseur Guy Ritchie vond dat Graham, die zijn vriend tijdens de auditie vergezelde, een opmerkelijk gelaat had en bood de jonge Graham een rol aan in de film.
- Graham was te zien in de videoclip van het nummer I Remember van Deadmau5 en Kaskade.
- Ook is Graham te zien in twee videoclips van de Arctic Monkeys, namelijk in Fluorescent Adolescent en When the sun goes down.
- Hij werd na de release van Snatch in elkaar geslagen in zijn geboortestreek Kirkby. Blijkbaar verwarde iemand hem met zijn personage Tommy uit de film. Sindsdien is Graham niet meer naar Kirkby teruggekeerd.